# ジャメル・ブーラ
ジャメル・ブーラ（Djamel Bouras、1971年8月11日 - ）は、フランス、ローヌ県・ジボール(en)出身の柔道家。身長184cm。アルジェリア系。

## 経歴
1995年の世界選手権78kg級では準決勝で日本の古賀稔彦に袖釣込腰で敗れて3位だった。1996年アトランタオリンピック決勝では古賀と再戦して、先に警告まで取られながら終了寸前にポイントで追い付き、3－0の判定で金メダルを獲得した。1997年に地元のパリで開催された世界選手権では韓国の趙麟徹に敗れて2位だった。その後、ドーピングでナンドロロン陽性反応が出たため出場停止処分を受けた。競技復帰後、2000年シドニーオリンピック81kg級に出場、準決勝では日本の瀧本誠の有効で敗れるなどして5位に終わった。なお、ブーラに勝利した瀧本はこの階級で金メダルを獲得している。

## 主な戦績
78kg級での戦績
- 1992年 - オランダ国際　3位
- 1994年 - ワールドカップ国別団体戦　優勝
- 1994年 - 嘉納杯　3位
- 1995年 - フランス国際　3位
- 1995年 - ヨーロッパ選手権　2位
- 1995年 - 世界選手権　3位
- 1996年 - ヨーロッパ選手権　優勝
- 1996年 - アトランタオリンピック　優勝
- 1997年 - チェコ国際　2位
- 1997年 - ヨーロッパ選手権　2位
- 1997年 - 地中海競技大会　3位
- 1997年 - 世界選手権　2位(後に失格)

81kg級での戦績
- 1999年 - ポーランド国際　3位
- 1999年 - ヨーロッパ選手権　3位
- 1999年 - 世界選手権　5位
- 2000年 - フランス国際　2位
- 2000年 - シドニーオリンピック　5位
- 2001年 - フランス国際　3位